# مارينا برافو
مارينا برافو (بالإسبانية: Marina Bravo Bragado)‏ هي لاعبة اتحاد الرغبي إسبانية، ولدت في 2 يوليو 1989 في مدريد في إسبانيا.

## وصلات خارجية
- مارينا برافو على موقع اللجنة الأولمبية الدولية (الإنجليزية)
- مارينا برافو على موقع أوليمبيديا (الإنجليزية)
- مارينا برافو على موقع اللجنة الأولمبية الإسبانية (الإسبانية)